# 投票行動
投票行動（とうひょうこうどう）とは、選挙における有権者の行動を指す。政治学の一分野である選挙研究では、投票行動の分析は重要なテーマの1つである。

## 概要
政治過程論及び政治行動論研究は、アメリカでは主に利益団体研究がその始まりであったのに対して、日本では投票行動研究がそのさきがけとなった。特に三宅一郎と綿貫譲治らによる研究はアメリカに大きく遅れをとっていた政治行動論研究において世界的水準に達しており、日本における実証的な政治学の発展に大いに貢献したとされる。しかし、投票行動研究に対しては、心理学的なアプローチに影響されすぎていること、統計的手法が複雑化しすぎていること、学問的有意性を追求するあまり現実的有意性を欠いた研究が多くなっているという批判や、「現実政治の全体像にどこまで迫ることが出来ているのか？」といった疑問がある。一方で、このことは日本における投票行動研究のレベルの高さを示しており、利用可能なデータも多く整備されていることから「充実した」研究分野である。

## 投票参加の研究
合理的選択理論に基づく投票参加モデルでは、有権者の合理性を仮定したうえで、投票にかかるコストよりも投票から得られる利益が大きい場合に、有権者は投票を行うとされる。

### 期待効用モデル

#### ダウンズによるモデル
投票参加の研究の先駆はアンソニー・ダウンズによるものである。彼は、2つの政党が争う選挙において、それぞれの政党が選挙に勝利した後に実施する政策について、有権者Aが得る効用の期待値の差（期待効用差）が、有権者Aの投票行動を規定すると考えた。すなわち、
- 現時点（t）での与党Xが勝利して選挙後（t+1）も政権を維持した場合の有権者Aの効用（utility）の期待値（expected value）を{\displaystyle E(U_{t+1}^{X})}
- 野党Yが勝利して政権を獲得した場合の有権者Aの効用の期待値を{\displaystyle E(U_{t+1}^{Y})}

とすると、その期待効用差（benefit）は、
{\displaystyle B=E(U_{t+1}^{X})-E(U_{t+1}^{Y})}
となる。このとき、B>0ならば有権者Aは与党Xに投票し、B<0ならば有権者Aは野党Yに投票し、B=0ならば有権者Aは棄権する。

#### ライカーとオードシュックによるモデル
ダウンズのモデルを発展・精緻化させたのがウィリアム・ライカーとピーター・オードシュックである。彼らは、有権者Aが投票するか棄権するかを、投票参加による利得に基づいて決定すると考え、それを規定する4つの独立変数を想定した。
{\displaystyle R=P\times B-C+D}
- Pは、自分の投票行動が選挙結果に影響を与える確率（possibility）についての、有権者Aによる主観的予測である。その確率は、客観的にはゼロに近いが、ここではあくまで有権者本人が主観的に見積もったものである。
- Bは、有権者Aにとっての政党間（候補者間）の期待効用差（benefit）である。これはダウンズのモデルにおける期待効用差と同じである[注釈 1]。
- Dは、投票に参加すること自体が長期的にはデモクラシーの体制維持に寄与するという信念の強さ（democratic value）、あるいは投票しなければならないという義務感（duty）である。より具体的には、(1)投票をすることにより有権者としての義務を果たしたとの満足感、(2)政治体制への忠誠を果たす満足感、(3)最も好む政策に支持を与える満足感、(4)投票での意思決定や意思決定のための情報収集に対する満足感、(5)政治システムにおける有権者の能力を確認したことによる満足感、がそれにあたる。
- Cは、投票参加にかかる労力や費用（cost）である。これは、単に「投票所が遠くて時間がかかる」ということだけではなくて、「各党の政策の違いを調べて期待効用差を判断するには労力がかかる」、「投票のために仕事を休む」（機会費用）、「投票のために旅行をキャンセルする」なども含まれる。
- Rは、以上の独立変数によって算出される、投票参加による有権者Aの利得（reward）である。このとき、R＞0であれば有権者Aは選挙に行くと考えられ、逆にR<0であれば選挙を棄権すると考えられる。

確かに、有権者は、投票参加によって得られる利得を意識的に数値化して投票するか棄権するかを決定しているわけではない。しかし、一般的公式R＝P×B-C+Dは次のような含意を持つ。すなわち、それぞれの独立変数に切り分けて検討することで、投票率を下げている要因や、逆に投票率を上げる方策を考えることができる。
- 選挙が接戦だと、Pの値が大きくなるので、投票率が上がる。
- 投票日が雨天だと、Cの値が大きくなるので、投票率が下がる。
- 各党のマニフェストが入手しにくいと、有権者が政党間の期待効用差を測りかねたり（B=0）、期待効用差を判断するのに労力を要したりする（Cの値が大きくなる）ので、投票率が下がる。
- 期日前投票制度の創設や投票時間の延長は、Cの値を小さくするので、投票率を上げる。

### ミニ・マックス・リグレット・モデル（minimizing maximum regret）
モリス・フィオリーナとジョン・フェアジョンによって提示されたモデル。一般的に、合理的な行為主体は自分が最大限得られる効用を最大化するとともに、自分が最大限失う可能性のあるものを最小限に抑えようともするが、投票の際の有権者は後者を重視しているというもの。具体的には、もし自分が棄権した選挙で、自分の支持する候補が1票差で負けた場合の後悔（実際には考えにくいが）を考えれば、有権者は投票に向かうということである。

## 候補者選択の研究

### 社会学モデル（コロンビア・モデル）
コロンビア学派は、1940年の大統領選に関するオハイオ州エリー郡でのデータに基づいて、有権者の投票を大きく左右するのは、有権者の社会経済的な地位や宗教、居住地などであると指摘した。

### 心理学モデル（ミシガン・モデル）
ミシガン学派は、1956年の大統領選のデータにより、ある政党に対する好意あるいは忠誠心（政党帰属意識）が長期的には投票を左右するという心理的要因を指摘した。また短期的には候補者に対するイメージの影響が強く、同じ短期的要因の中でも政策争点に対する態度の影響が小さいことも指摘した。
しかし、この結果がつまるところアメリカの民主政治は「衆愚政治」であり、有権者は合理的であるとは言えないと暗に示したために、批判が集中した。批判の中身としては、政策争点投票について、ミシガン大学が示した争点を選択しなかった有権者を合理的とみなさなかったこと、ミシガン・モデルが1956年の大統領選のデータを用いており、アメリカ社会が比較的安定し政策対立が明確でなかった1950年代を論拠にしていることが挙げられる。

### 業績評価投票（retrospective voting）
フィオリーナによって1980年代に提示されたモデルで、有権者は政権担当者の過去の業績の良し悪しを判断し、それに基づいて投票を行うというもの。このモデルは、業績評価投票が政策争点投票よりも有権者にとっての情報コストが低いことに着目している。すなわち、たとえ有権者が政党間の期待効用差や政策争点への態度に基づいて投票するほど合理的でないとしても、選挙までの間（t-1）に政権与党が残した業績への評価に基づいて投票するならば、有権者は十分に合理的主体であると言えると指摘した。

### バッファー・プレイヤー（buffer player）
バッファー・プレイヤーとは、戦後の日本政治において、自民党の政権担当能力を信頼し自民党政権を支持しているが、政局は与野党伯仲が望ましいと考え、自民党を大勝させないが政権から転落しないように投票を行う有権者（またはその投票行動）のことである。
1979年のから1990年までの国政選挙では選挙予測報道とは異なる結果が出ていた（ただし1986年の衆院選を除く）。例えば、1979年の衆院選の選挙前報道では「自民大勝」であったのに、実際には自民辛勝（与野党伯仲）の結果であったことや、1990年の衆院選の選挙前報道では「与野党逆転」であったのに、実際には自民党勝利であったことなどである。猪口孝と蒲島郁夫はこの現象に対して、一般性の高い仮説（バッファー・プレイヤー説）を提示した。バッファー・プレイヤー説の証明として「有権者はどの政党が政権担当適任政党と考えているか」、「支持政党別に有権者はどのような政局が望ましいと考えているか」といった点からの検証がなされた。前者では「自民党」が圧倒的であり、後者では自民党支持者の間でも「自民党の安定多数」よりも「与野党伯仲」を望む有権者が多く、野党支持者の間でも「与野党逆転」より「与野党伯仲」を望む有権者が多かったことでバッファー・プレイヤー説の妥当性が証明された。
バッファー・プレイヤーの投票行動は、自民党の一党優位が続く中、野党に政権担当能力が欠如していると判断した有権者が、自民党政権を存続させることで政治の安定を求め、一方で政局を与野党伯仲という不安定な状況に置くことで国民に対する自民党政権の応答性（responsibility）を求めるものであった。その意味で、マスメディアの報道を踏まえた有権者による合理的選択とも理解できる。
1990年以降の選挙でバッファー・プレイヤー説が当てはまらない要因としては、1993年に自民党が政権から転落し、自民党以外の新たな保守政党が誕生したことによって、政権担当適任政党が必ずしも自民党でなくても良いと有権者が認識するようになったことが考えられる。